# Zielaki
Zielaki (Amytornithinae) – monotypowa podrodzina ptaków z rodziny chwostkowatych (Maluridae).

## Zasięg występowania
Podrodzina obejmuje gatunki występujące w Australii.

## Morfologia
Długość ciała 14–22 cm; masa ciała 15–35 g.

## Systematyka
Rodzaj zdefiniował w 1831 roku francuski zoolog René Lesson w publikacji swojego autorstwa Traité d’ornithologie i nadając mu nazwę Amytis; jednakże nazwa ta była zajęta przez rodzaj wieloszczetów, który opisał w 1822 roku francuski zoolog Marie Jules César Savigny, dlatego w 1885 roku norweski zoolog Leonhard Hess Stejneger nadał nową nazwę rodzajowi ptaków: Amytornis. Gatunkiem typowym rodzaju jest zielak grubodzioby (Amytornis textilis).

### Etymologia
- Amytis: Amytis (żyła ok. 550 p.n.e.), córka Astyagesa, władcy Medów, która wyszła za mąż za pogromcę ojca, a zarazem jego własnego wnuka – Cyrusa II Wielkiego, założyciela perskiego imperium[12].
- Amytornis: rodzaj Amytis Lesson, 1831; gr. ορνις ornis, ορνιθος ornithos „ptak”[13].
- Diaphorillas: gr. διαφορος diaphoros „różny, inny”, od διαφορεω diaphoreō „rozproszyć, rozwiać”, od διαφερω diapherō „przenieść, zanieść”; ιλλας illas, ιλλαδος illados „drozd”[14].
- Magnamytis: łac. magnus „wielki”; rodzaj Amytis Lesson, 1831[15]. Typ nomenklatoryczny: Amytornis woodwardi E. Hartert, 1905.
- Eyramytis: jezioro Eyre, Australia; rodzaj Amytis Lesson, 1831[15]. Typ nomenklatoryczny: Amytis goyderi Gould, 1875.
- Mytisa: anagram nazwy rodzajowej Amytis Lesson, 1831[16]. Typ nomenklatoryczny: Diaphorillas striatus howei Mathews, 1911 (= Dasyornis striatus Gould, 1842).
- Maluropsis: rodzaj Malurus Vieillot, 1816; gr. οψις opsis, οψεως opseōs „wygląd”[17]. Typ nomenklatoryczny: Amytornis barbatus Favaloro & McEvey, 1968.
- Cryptamytis: gr. κρυπτος kruptos „ukryty”; rodzaj Amytis Lesson, 1831[18]. Typ nomenklatoryczny: Amytornis merrotsyi Mellor, 1913.

### Podział systematyczny
Do podrodziny należy jeden rodzaj Amytornis z następującymi gatunkami:
- Amytornis barbatus Favaloro & McEvey, 1968 – zielak maskowy
- Amytornis woodwardi E. Hartert, 1905 – zielak białogardły
- Amytornis dorotheae (Mathews, 1914) – zielak rdzawoskrzydły
- Amytornis striatus (Gould, 1840) – zielak wąsaty
- Amytornis rowleyi Schodde & Mason, 1999 – zielak rdzawobrewy
- Amytornis whitei Mathews, 1910 – zielak rdzawy
- Amytornis merrotsyi Mellor, 1913 – zielak krótkosterny
- Amytornis housei (Milligan, 1902) – zielak czarny
- Amytornis goyderi (Gould, 1875) – zielak pustynny
- Amytornis ballarae Condon, 1969 – zielak szarobrzuchy
- Amytornis purnelli (Mathews, 1914) – zielak skalny
- Amytornis textilis (C. Dumont, 1824) – zielak grubodzioby
- Amytornis modestus (North, 1902) – zielak tęgodzioby